# Пескара (аеропорт)
Аеропорт Абруццо або Аеропорт Пескара (IATA: PSR, ICAO: LIBP) — міжнародний аеропорт, що обслуговує Пескару, Італія. Він розташований приблизно за 4 км (2,5 милі) від центру Пескари, приблизно за 180 км (112 миль) від Риму, за 2 години їзди автомобілем по автостраді через Апеннінські гори. Аеропорт розташований на державній дорозі 5 Via Tiburtina Valeria і має добре сполучення з важливими дорогами (Autostrada A25, Autostrada A14, SS714 Tangenziale di Pescara) і залізничними сполученнями (залізниця Рим — Сульмона — Пескара, Адріатична залізниця).
Будучи єдиним міжнародним аеропортом у регіоні Абруццо, він відіграє важливу роль у транспортному та повітряному сполученні регіону та сусідніх регіонів, захоплюючи також людей з Молізе, Марке та району Гаргано. Протягом багатьох років в аеропорту спостерігається постійне зростання кількості транзитних пасажирів, головним чином завдяки зростанню кількості бюджетних авіаліній і рейсів. Термінал, побудований в 1996 році, був розширений у 2011 році та нещодавно реконструйований у 2018 році.

## Авіалінії та напрямки
| Авіакомпанія | Пункт призначення |
| ------------ | --- |
| ITA Airways  | Мілан–Лінате |
| Luxair       | Сезонний: Люксембург |
| Ryanair      | Мілан-Бергамо, Бухарест, Катанія, Брюссель-Шарлеруа, Лондон–Станстед, Турин Сезонні: Альгеро, Жирона, Краків, Мальта, Меммінген, Прага, Трапані, Варшава–Модлін, Веце |
| Wizz Air     | Тирана |

## Статистика
Див. джерело запитів Вікіданих та джерела.
| рік  | пасажири  | %     | переміщення | %      | вантажі (тони) | %     |
| ---- | --------- | ----- | ----------- | ------ | -------------- | ----- |
| 1996 | 71,908    |       | 4,052       |        | 152            |       |
| 1997 | 72,962 ▲  | 2,86  | 4,618 ▲     | 13,9   | 195 ▲          | 28,3  |
| 1998 | 104 000 ▲ | 42,54 | 6,390 ▲     | 38,4   | 56 ▼           | -71,3 |
| 1999 | 105 500 ▲ | 1,44  | 6,310 ▼     | 1,25   | 476 ▲          | 750   |
| 2000 | 114,024 ▲ | 8,08  | 9,940 ▲     | 57,5   | 2.851 ▲        | 499   |
| 2001 | 153,227 ▲ | 34,4  | 6,775 ▼     | -31,8  | 3.115 ▲        | 9,3   |
| 2002 | 295,875 ▲ | 93,1  | 11,559 ▲    | 70,6   | 1.913 ▼        | -38,6 |
| 2003 | 301,773 ▲ | 2,0   | 10,932 ▼    | -5,4   | 1.795 ▼        | -6,2  |
| 2004 | 334,998 ▲ | 10,9  | 10,075 ▼    | -7,8   | 2.151 ▲        | 19,8  |
| 2005 | 350,447 ▲ | 4,7   | 10,339 ▲    | 2,6    | 2.390 ▲        | 11,1  |
| 2006 | 340,699 ▼ | -2,8  | 12,139 ▲    | 17,4   | 2.849 ▲        | 19,2  |
| 2007 | 371,247 ▲ | 9,0   | 12,085 ▼    | -0,4   | 3.291 ▲        | 15,5  |
| 2008 | 402.845 ▲ | 8,5   | 11.128 ▼    | -7,9   | 3.339 ▲        | 1,5   |
| 2009 | 409.045 ▲ | 1,5   | 9.773 ▼     | -12,2  | 2.431 ▼        | -27,2 |
| 2010 | 461.086 ▲ | 12,7  | 7.971 ▼     | -18,4  | 2.116 ▼        | -13,0 |
| 2011 | 550.062 ▲ | 19,3  | 7.827 ▼     | -1,8   | 1.472 ▼        | -43,7 |
| 2012 | 563.187 ▲ | 2,4   | 8.284 ▲     | 5,8    | 1.221 ▲        | 1,8   |
| 2013 | 548.217 ▼ | -2,7  | 8.017 ▼     | -3,2   | 721,1 ▼        | -40,9 |
| 2014 | 556.679 ▲ | 1,5   | 6.738 ▼     | -15,95 | 44 ▼           | -93,9 |
| 2015 | 613.427 ▲ | 10,2  | 10.469 ▲    | 55,4   | 42 ▼           | -4,2  |
| 2016 | 572.217 ▼ | -6,6  | 8.850 ▼     | -14,3  | 69,5 ▲         | 65,5  |
| 2017 | 667.831 ▲ | +16,7 | 15.331 ▲    | +73,2  | 52 ▼           | -25,2 |
| 2018 | 666.691 ▼ | -0,2  | 13.456 ▼    | -12,2  | 72 ▲           | 38,5  |
| 2019 | 703.386 ▲ | 5,5   | 12.880 ▼    | -4,3   | 276 ▲          | 283,3 |
| 2020 | 173.156 ▼ | -75,4 | 10.397 ▼    | -19,3  | 44 ▼           | -84,1 |
| 2021 | 381 241 ▲ | 120,2 | 11.827 ▲    | 13,8   | 21 ▼           | -52,3 |

## Наземний транспорт

### Автобус
Аеропорт має сполучення із центром Пескари автобусними лініями TUA (регіональна компанія громадського транспорту) № 8 і 38, за допомогою яких можна дістатися до площі Республіки, автобусного терміналу, що обслуговує внутрішні та міжнародні рейси. 
Автобусні лінії 8 і 38 також проходять біля головного залізничного вокзалу міста, залізничної станції Пескара.
Аеропорт сполучений з центром Пескари та К'єті лінією TUA К'єті-Пескара, за допомогою якої можна дістатися до університетського містечка "G. D'Annunzio" в К'єті-Скало. Зупинка TUA знаходиться навпроти пішохідного виходу з парку аеропорту на Віа-Тібуртіна-Валеріа.

### Автотранспорт
- З Риму: автострада A24.
- Зі сторони Болоньї та Анкони: автострада A14.
- Зі сторони Барі та Фоджа: автострада A14
- З Неаполя: автострада A1

### Тролейбус
Крім того, планується, що в майбутньому аеропорт буде обслуговуватися новою тролейбусною системою, яка зараз будується, перша частина якої сполучить залізничну станцію Пескара з Монтезільвано, починаючи з 2023 або 2024 року.